# Министерство образования, науки и техники Республики Корея
Министерство образования, науки и техники — министерство в составе правительства Республики Корея. Его основные функции — координация деятельности в сферах науки и образования в масштабах всей страны. В период 1967—1998 годов министерство было Отделением, что означало более низкий статус, чем у любого другого министерства в рамках правительства, однако при администрации Ким Дэ Чжуна ему был присвоен статус полноценного министерства.
В современном виде министерство появилось 29 февраля 2008 года, при объединении Министерства образования и Министерства науки и техники.
В 1992 году корейское правительство начало разработку программы «Национальный проект высоких технологий в области НИОКР» (англ. HAN project), которая также называлась в Корее «G–7», так как предполагала вхождение Республики Кореи в состав семи наиболее технологически развитых государств мира. Первая фаза проекта была окончена в 1994 году.
29 февраля 2008 года на базе Министерства науки и техники было создано Министерство образования и Министерство науки, информационных технологий и планирования будущего. 
В ведении министерства находится Национальная образовательная информационная система.

## Хронология
- 1948 год — создаётся Министерство образования Республики Корея
- 1966 год — создание Корейского института науки и техники (англ. Korea Institute of Science and Technology, KIST)
- 1967 год — впервые в истории создан Корейский институт науки и техники англ. Ministry of Science and Technology, MOST)
- 1967 год — министерству подчинен Институт исследований атомной энергетики (англ. Atomic Energy Research Institute, AERI)
- 1971 год — основан Корейский Институт передовой науки (англ. Advanced Institute of Science, KAI)
- 1976 год — основан Институт исследования электроники и телекоммуникаций (англ. Electronics and Telecommunications Research Institute, ETRI)
- 1976 год — создан Корейский фонд науки и техники (англ. Korea Science and Engineering Foundation, KOSEF)
- 1981 год — основан Корейский институт передовой науки и техники (англ. Korea Advanced Institute of Science and Technology, KAIST)
- 1982 год — принята первая в истории Национальная программа НИОКР (англ. National R&D Program)
- 1983 год — основан научный город Дэдук (англ. Daeduck Science Town)
- 1984 год — образован Корейский институт технологий (англ. Korea Institute of Technology, KIT)
- 1985 год — основан Исследовательский институт генной инженерии (англ. Genetic Engineering Research Institute, GERI)
- 1986 год — основан Поханский институт науки и техники (англ. Pohang Institute of Science and Technology, POSTECH)
- 1990 год — открыт Национальный музей науки и техники (Тэджон) (англ. National Science Museum)
- 1992 год — министерство представило Национальный проект высоких технологий (англ. HAN project)
- 1993 год — принят проект развития биотехнологий «Биотек-2000»[2]
- 1996 год — создан Корейским институтом передовых исследований (англ. Korea Institute of Advanced Study, KIAS)
- 1997 год — Творческая исследовательская инициатива (англ. Creative Research Initiative, CRI)
- 1999 год — принята Рубежная программа НИОКР в 21 веке (англ. 21st Century Frontier R&D Program)
- 1999 год — основаны два новых Совета по науке и технике — Национальный Совет по науке и технике (англ. National Science and Technology Council, NSTC) и Президентский Совет по науке и технике (англ. Presidential Council on Science and Technology, PCST)
- 2001 год — Министерство образования переименовывается в Министерство образования и развития человеческих ресурсов
- 2008 год — образовано Министерство образования, науки и техники, после слияния Министерства образования и развития человеческих ресурсов и Министерства науки и техники

## Эмблема министерства
Три одинаковых согласных ‘ㄱ’ (в русской транскрипции «к») из хангыля в словах ‘교육,’ (образование) ‘과학’ (наука) и ‘기술’ (техника), восходящие вверх, обозначают дальновидность и волю народа к росту и взлету страны, как интеллектуально, так и экономически. Три ярких цвета эмблемы символизируют: красный — рвение, голубой — умение и жёлтый — креативность.